# Максимов, Павел Хрисанфович

Павел Хрисанфович Максимов (6 ноября 1892 года — 5 августа 1977 года) — советский писатель, основатель Союза писателей Дона, член Союза писателей с 1934 года.

## Биография
В поисках заработка семья будущего писателя переехала в Ростов-на-Дону. Отец работал грузчиком в порту, мать там же шила мешки для зерна, погружаемого на пароходы.
В 1909 году, окончив городское пятиклассное училище, в течение года учился в среднетехническом училище, потом работал на разных конторских должностях. С 1911 года начал публиковать в газетах Ростова свои первые произведения. С началом Великой Октябрьской социалистической революции стал профессиональным журналистом.
Особую роль в творческой биографии П. Максимова сыграл А. М. Горький, переписка с которым с незначительными перерывами длилась более четверти века. Участие Горького в писательской судьбе сыграло большую роли в формировании литературного дара П. Максимова, в его образовании и самообразовании и пробудило внимание и интерес к окружающей жизни, к её конфликтам, противоречиям, новизне.
В 20—30-е годы П. Максимов в качестве внештатного корреспондента «Правды» по заданию редакции побывал в разных концах страны: на всех крупнейших стройках, в производствах Северного Кавказа, сопровождал правительственную комиссию во главе с председателем Госплана СССР Г. М. Кржижановским, участвуя в выездах для выбора трассы будущего Волго-Донского канала, сопровождал С. М. Будённого в поездках по конезаводам сальских степей, побывал в Кабардино-Балкарии, Ингушетии, Чечне. Максимов был певцом советской индустриализации 20-30-х годов.
Очерки Максимова представляют исторический интерес как воссоздающие фактические события на Северном Кавказе.
В 1931 по рекомендации А. М. Горького очерки П. Максимова вышли отдельной книгой «Кавказ без романтики» в издательстве «ГИЗ».
Очерки Максимова пополнили сборники «Волго-Донской канал» (1927), «Энтузиасты культурной революции в горах» (1931), «Аул Псыгансу» (1934) и другие.
П. Х. Максимов занимался также фольклором, собрав и обработав народные сказки. В 1935 году в «Азчериздате» (Ростов-на-Дону) вышла книга «Горские сказки» в записи и литературной обработке П. X. Максимова с предисловием Горького. Позже, дополненные и переработанные Максимовым, сказки вошли в серию «Адыгейские сказки».
Перед войной были изданы сборники рассказов П. Максимова «Лльмастс (ведьма)» (1937), «Кавказские рассказы» (1939).
Осенью 1942 года П. X. Максимов (вместе с женой и дочерью) добровольно вступил в армию, работал в редакции армейской газеты «Советский патриот» в составе 37-й армию. Там же, на фронте, в 1943 году вступил в КПСС. Вместе с армией в звании капитана прошёл от Кавказа до Вены. Был демобилизован осенью 1945 года. Награждён орденом Красной Звезды и медалями.
Издал несколько книг-воспоминаний о писателях, с которыми ему довелось в разное время встречаться в Ростове, — А. Фадееве, В. Маяковском, В. Киршоне, Н. Погодине, В. Ставском и других: книги «О Горьком» (письма Горького и встречи с ним, 1939), «Воспоминания о писателях» (1958), «Фадеев в Ростове» (1972). Последняя книга «Памятные встречи» вышла уже после смерти писателя, в 1978 году, и посвящена истории донской литературы 20—30-х годов и организации Ростовского писательского союза.
Похоронен на Северном кладбище в Ростове-на-Дону.

## Награды
- орден Красной Звезды (19.06.1946)
- медаль «За боевые заслуги» (24.11.1943)
- медаль «За победу над Германией в Великой Отечественной войне 1941-1945 гг.» (1945)
- другие награды

### Отдельные издания
- Что даст Волго-Дон: (Попул.-экон. очерк).— Ростов: Сепкавкннга, 1927.— 48 с. ил.
- Что должен знать о Волго-Донском канале каждый рабочий и крестьянин. (Основные сведения в общедоступном изложении под ред. гл. инж. Волго-Дон. стр-ва проф. А. С. Аксамитного).— Ростов: Севкаокнига, 1927.— 32 с, ИЛ.
- Энтузиасты культурной революции в горах. (Культпоход в Кабарде и Бал-карии).— Ростов: Сев. Кавказ, 1931.— 46 с.
- Кавказ без романтики: Очерки.— Ростов: Сев. Кавказ. 1931.— 223 с, ил.
- Князь и батрак: (Кабардинская быль). — Ростов: Сев. Кавказ, 1931.— 46 с, ил.
- Аул Псыгансу: (Хроника). — Ростов: Азчериздат, 1931.— 194 с.
- Горские сказки. /Преднсл. М. Горького/. — Ростов: Азчериздат, 1935.— 93 с.
- Адыгейские сказки. /Лит. обработка П. Максимова. Пл.: А. Глуховцев/.— Ростов: Азчериздат, 1936.— 121 с.
- То же. — /Пер. и лит. обработка П. Максимова, Т. Керашева. ИЛ.": А. Глуховцев/. — Майкоп: Адыгнлцнздат, 1946.— 166 с, ил.
- То же.— /Пер. Т. Керашева. Лит. обработка П. Максимова, Пл.: А. Глуховцев).— Ростов: Кн. НЗД-ВО, 1955.— 168 с, 4 л. ил.
- Адыгейские сказания и сказки. /В лит. обработке П. Максимова/. — Ростов: Азчериздат, 1937.— 472 с.
- То же. — /С преднсл. М. Горького/.— Майкоп: Адыгнацнздат, 1952.— 352 с.
- Горские сказки. /Под ред. проф. Ю. М. Соколова). — М.: Сов. писатель, 1937.— 172 с.
- Мишка из майкопских лесов. Истинное происшествие. — Ростов: Ростиздат, 1938. —24 с, ил.
- То же.— Краснодар: Крайнздат. 1939. — 28 е., ил.
- Л.тмые жители. /Пять адыг. скалок в лит. обработке П. Максимова. Пл.: А. Е. Глухонцев/. — Ростов: Ростиздат, 1938. — 28 е., ил.
- Кавказские рассказы.— Ростов: Ростиздат, 1939. — 212 с.
- О Горьком. (Письма А. М. Горького и встречи с ним).— Ростов: Ростиздат, 1939.— 84 с, ил., портр.
- То же. — Изд. 2-е, перераб. и доп. — Ростов: Ростиздат, 1946.— 108 с.
- То же. — под назв.: Воспоминания о Горьком. Изд. 3-е, испр. и доп.— М.: Сов. писатель, 1956.— 191 с, 4 л. ил.
- То же.— (Переписка и встречи). Изд. 4-е, испр. и доп. /Послесл. И. Гор-деевой "Об авторе этой книги>, с. 158—177/.— Ростов: Кн. изд-во, 1968.— 182 с.
- Сын медведя Батыр: Адыг. сказки в лит. обработке П. Максимова. — Май¬коп: Адыг. кн. изд-во, 1953.— 242 с. ил.
- Лев и комар: Адыг. нар. сказка в обработке Т. Керашева и П. Максимова. /Ил.: В. Шувалов/.— Майкоп: Адыг. кн. изд-во, 1955.— 16 с.
- Сын медведя Батыр: Адыг. сказка. /Пер. с адыг. и лит. обработка Т. Кера¬шева и П. Максимова. Ил.: А. Глуховцев/. — Майкоп: Адыг. кн. изд-во, 1956.— 30 с, ил.— (Для мл. школ, возраста).
- Адыгейские сказки. /Лит. обработка П. Максимова/.— Майкоп: Адыг. кн. изд-во, 1957.—323 с, 11 л. ил.
- Воспоминания о писателях: В. Маяковский. А. Фадеев, В. Стапский. Ростов: Кн. изд-во, 1958.— 178 с, ил.
- Малыш Гуляцу; /Сын медведя; Сын раба Есмуко Есхот/: Адыг. сказки. /Пер. Т. Керашева. Лит. обработка П. Максимова. Ил.: А. Глуховцев/.— М.: Детгиз. 1959.—32 с, ил.
- Фадеев в Ростове: Воспоминания.— Ростов: Кн. изд-во, 1972.— 137 с, портр.
- Памятные встречи: Из дневника писателя. /Послесл. В. Жака/.— Ростов: Кн. изд-во, 1978,— 128 с, портр.
- Публикации в коллективных сборниках и журналах

### Статьи по вопросам литературы
- Переписка и встречи с А. М. Горьким.— В кн.: Азово-Черноморский альма¬нах. Ростов, 1936, с. 31—62.
- Забытое оружие: Об очерке и книжках рост, очеркистов. — Лит. Ростов, 1940. № 8. с. 168—176.
- Писатель, коммунист, воин: (Воспоминания о В. Ставском).—Дон. 1958, Nt 2. с. 168—170.
- Воспоминания об Александре Фадееве. — Дон. 1958, № 5. с. 166—178. Фадеев в Ростове-на-Дону: (К биогр.писателя).— Нева, 1958. № 6, с. 217—218.
- Литературное краеведение: /О сб. статей «Советские писатели на Куба¬ни»/— Дон. 1963, М 12, с. 158—162.
- Память сердца: /Встречи с писателем А. Веселым/.—Дон. 1967, № 3, с. 186—188.
- О сб. А. Фадеева «Письма. 1916—1956»/-—Дон, 1968. № 8, с. 178—179. Таким я его помню: /О А. Фадееве/.—Дон, 1971, Л° 12. с. 149—154.

### О жизни и творчестве П. Х. Максимова
- Горький М. Собрание сочинений в 30-ти т.— М.: Гослитиздат, 1949—1955.
  - т. 29. Письма, телеграммы, надписи. 1907—1926. 1955, с. 147—149, 155 −156, 168—170. 173—176. 180—181, 199, 224—225, 237, 244—245. 286, 369.
  - т. 30. Письма, телеграммы, надписи. 1927—1936. 1955, с. 45—46, 63—64, 103—104, 106—107. 111—112, 126 —:28, 147, 155—156, 158, 204, 460, 464, 465, 478, 481, 491, 494. 508.
- Лунин А. Проза нашего края. — Молот, 1935, 6 дек.
- Старейший писатель и журналист: /К 80-летию/.— Дон, 1972, Кя 11, с. 192. Наш старейший писатель и журналист: /К 80-летию/.— Веч. Ростов, 1972, 18 нояб.
- Гегузин И. Жизнь под знаком Горького: /К 85-летию/.— Веч. Ростов, 1977. 15 нояб.
- Жак В. Он был старейшим из нас: /К 85-летию/.—Дон, 1977, Л*9 12, с. 176—177.
- Тихомирова В. С любовью к родному краю: /К 90-летию/.— Веч. Ростов, 1982, 11 нояб.

### Об отдельных произведениях и сборниках
- Адыгейские сказки
- Лунин Б. Адыгейские сказки.— Молот, 1936, 17 дек.
- Тонин В. Сказки адыгейского народа.— Лит. газ., 1937, 26 авг.
- Демидов А. Адыгейские сказки.— Молот, 1955, 6 сент.

### О Горьком
- Костанов А. Книга о Горьком.— Молот, 1946, 19 июля.
- Воспоминания о писателях Гсгузин И. Пером очевидца. — Комсомолец, 1959, 15 февр. Апресян Г. Воспоминания о писателях.— Молот, 1959, 9 апр.
- Фадеев в Ростове Агуренко Б. «Фадеев в Ростове».— Веч. Ростов, 1972, 5 апр.
- Памятные встречи
- Котовсков В. «Имел честь знать…» — Лит. Россия, 1979, 19 янп.. с. 20.

### Библиографические указатели
- Писатели Советского Дона: Био-библиогр. справочник. Вып. 1 и 2 / [Сост.: Д. И. Руманова, Д. К. Жак и др.]. — Ростов н/Д.: Тип. изд-ва «Молот», 1948. — С. 59—64. — 112 с. — (Рост. гос. науч. б-ка им. К. Маркса). — 2500 экз.

- Руманова Д. И. Писатели Советского Дона: Био-библиогр. справочник / [Под ред. Л. П. Громова]. — Ростов н/Д., 1958. — С. 76—79. — 160 с. — (Рост. гос. науч. б-ка им. К. Маркса).

- Писатели Дона: Биобиблиогр. сб / [Сост. Г. Г. Тягленко]. — Ростов н/Д.: Кн. изд-во, 1976. — С. 161—165. — 288 с. — 10 000 экз.

- Писатели Дона: Биобиблиогр. указ / [О. И. Кузина и др.]. — изд. 2-е, испр. и доп. — Ростов н/Д.: Кн. изд-во, 1986. — С. 218—221. — 416 с. — 20 000 экз.